# Papratnica (Žepče)
Pour les articles homonymes, voir Papratnica.
Papratnica (en cyrillique : Папратница) est un village de Bosnie-Herzégovine. Il est situé dans la municipalité de Žepče, dans le canton de Zenica-Doboj et dans la fédération de Bosnie-et-Herzégovine. Selon les premiers résultats du recensement bosnien de 2013, il compte 1 223 habitants.
Avant la guerre de Bosnie-Herzégovine, le village faisait entièrement partie de la municipalité de Žepče ; après la guerre, son territoire a été partiellement intégré dans la municipalité de Teslić, intégrée dans la république serbe de Bosnie.

## Démographie

### Évolution historique de la population dans la localité
| 1948 | 1953 | 1961 | 1971  | 1981 | 1991  | 2013  |
| ---- | ---- | ---- | ----- | ---- | ----- | ----- |
| -    | -    | 710  | 1 052 | 928  | 1 130 | 1 223 |

|  |